# Капрони Ca.314
Капрони Ca.314 / Caproni Ca.314 је италијански нискокрилни једнокрилац, двомоторни вишенаменски авион (школски, извиђачки/лаки бомбардер, јуришни бомбардер морски ловац и торпедни бомбардер), користио се у периоду  у току и непосредно после Другог светског рата (као авион за обуку и путнички авион).

## Пројектовање и развој
Фирма Капрони је у другој половини тридесетих година двадесетог века направила фамилију лаких бомбардера и вишенаменских авиона чији је пројектант био инж. Чезаре Палавићино (Cesare Pallavicino). Родоначелник ове фамилије авиона је био путнички авион Ca.306 Бореа из 1935., а укупно је произведено нешто преко 1.620 примерака у 5 главних серијских верзија означених ознакама Ca.309, Ca.310, Ca.311, Ca.313 и Ca.314. Авион Ca.314 је развијен као побољшање постојећег модела Ca.313 RPB 2.
Имајући у виду намену новог авиона а то је да покрије следеће области: извиђање, бомбардовање, јуришни (трупни) бомбардер, торпедни бомбардер, ноћни ловац и морски ловац тј. ескортни ловац за пратњу конвоја. Циљ је постављен веома амбициозно али тако се почело. У суштини овим авионом се желело, да се исправе сви уочени недостаци претходних модела и побољша структура и наоружање авиона и изврши  редизајн кљуна авиона тј, кабине пилота и навигатора.

## Технички опис
Труп авиона Капрони Са.314 је правоугаоног попречног пресека. Носећа конструкција је решеткаста направљена од танкозидих заварених челичних цеви. Облога трупа је била делом од лаке легуре, дрвене лепенке и импрегнираног памучног платна. Труп авиона је био довољно простран да се у њега може сместити посада од три члана и потребна опрема у зависности од намене авиона. Ако је авион извиђачки он је био опремљен радио станицом и фотографском опремом као и наоружањем за одбрану авиона, бомбардерска верзија овог авиона могла је да понесе у трупу 400 kg слободно падајућих бомби. На горњој страни трупа налазила се купола од плексигласа у којој се налазио стрелац са митраљезом. Просторно посматрано кабина пилота, навигатора и бомболук представљају јединствену целину. У циљу повећања долета авиона, један или два додатна резервоара могла су да се уграде у одељак за бомбе са укупно 270 литара. Ово је нарочито корисно за морске ловце, авионе који су летели у пратњи конвоја.
Овај авион је био опремљен линијским ваздухом хлађеним мотором са 12 цилиндара у обрнутом V распореду цилиндара Isotta Fraschini Delta R.C.35 I-DS снаге 535 kW (730 KS) при 2.600 о/мин. На вратилу мотора су обично биле трокраке металне елисе променљивог корака у току лета. Мотори су били постављени на челичне носаче и обложени алуминијумским лимом. На предњем делу капотаже мотора налазио се отвор за улазак хладног ваздуха за хлађење мотора.
Крила авиона су била дрвене конструкције, средње дебелог профила, имало је две рамењаче, дрвену структуру и облогу од шперплоче. Крила су имала облик једнокраког трапеза са заобљеним крајем. Крилца и закрилца су били направљени од дрвета са металним оковом и прекривени платном. Крило је било спојено са трупом помоћу прикључака причвршћених за бочне елементе. На крилима су се налазила проширења (гондоле) на којима су били причвршћени мотори. У гондолама, иза мотора са доње стране је био простор за смештај точкова и хидрауличног система за увлачење точкова. На деловима крила између мотора и трупа авиона је било доста простора за смештај резервоара за гориво од којих сваки има по 520 литара и тешког митраљеза калибра 12,7 mm са магацином за 300 метака. Кроз крила су провучене све механичке, хидрауличне и електричне инсталације неопходне за управљање и контролу авиона. На крајевима крила налазе се позиционе светиљке.
Репни делови авиона су изведени као дрвено-метална конструкција с тим што су непокретни делови репа били обложени дрвеном лепенком а покретни импрегнираним платном. На најистуренијем делу кормила правца постављена је позициона светиљка.
Стајни трап му је класичан, имао је две предње главне ноге са нископритисним гумама, предњи точкови су се уз помоћ хидрауличног уређаја увлачили у носаче мотора у току лета, а задњи само усмеравајући који се у току лета није увлачио у труп авиона се налази на репу авиона. С обзиром да у гондоли мотора није било доста простора за смештај точка они су у увученом стању вирили изван облоге мотора.
Наоружање је било базирано на два митраљеза калибра 12,7  постављених у корену крила, опремљеним са 300 метака, једним митраљезом калибра 12,7  постављеном у куполи опремљен са 350 метака,(плус 300 метака у резерви) и митраљезом калибра 7,7 mm постављен у трбушном делу авиона, опремљен са 500 метака. Капацитет унутрашњег складишта био је једнак оптерећењу бомби  до 400 kg. Ово наоружање се односило на авионе Ca.314А и  Ca.314B конфигурације: извиђач и лаки бомбардер. Торпедни бомбардер је могао да понесе торпедо до 900 kg тежине. Јуришни бомбардер и морски ловац су били опремљени са 4 митраљеза калибра 12,7  постављеном у корену крила.

## Верзије
- Cа.314 А - извиђач.
- Ca.314 B - бомбардер.
- Ca.314 C - јуришник разарач тенкова.
- Ca.314 PA - Торпедни бомбардер.
- Ca.314 SC - морски ловац пратња конвоја.[3]

## Земље које су користиле авион Капрони Ca.314
- Краљевина Италија
- Мађарска

## Оперативно коришћење
Министарство ваздухопловства Италије је донело 1941. године одлуку да изврши замену свих дотрајалих авиона Капрони тип 300 новим авионом Ca.314. У ту сврху 80 авиона Ca.313RPB 2 који су се затекли у производњи (од децембра 1941. до јула 1942.) конвертовано је у тип Ca.314А и Ca.314В и дат је налог да се произведе још 130 нових авиона Ca.314. Дистрибуцијом нових авиона је испочетка обухваћен већи број јединица које су добијале по пар авиона, како би се извршила преобука пилота на нови тип а пре финалне испоруке.
Комплетан план министарства није реализован због капитулације септембра 1943. године. Од испоручених авиона највише су коришћени јуришни авиони и авиони за пратњу конвоја као и за обуку пилота. После капитулације највећи број авиона су заробили Немци и они су их у највећем броју, користили за обуку пилота бомбардера као што су то чинили и са авионом Ca.313G али и као јуришни бомбардер.
Авионе Капрони Ca.314 које је купила Мађарска коришћени су као јуришни бомбардери.
Након завршетка рата преостали авиони овог типа који су се затекли у Италији, користили су се као авиони за обуку пилота а известан број је претворем у путничке авионе са 6 или 8 седишта.